# Nghĩa Điền
Nghĩa Điền là một xã thuộc huyện Tư Nghĩa, tỉnh Quảng Ngãi, Việt Nam.
Xã Nghĩa Điền có diện tích 6,68 km², dân số năm 1999 là 7347 người, mật độ dân số đạt 1100 người/km².